# Gilles de Seytres
Gilles de Seytres, né en Avignon, mort le 2 mai 1626, ecclésiastique, fut évêque de Toulon de 1599 à 1626.

## Biographie
Gilles ou Ægidius de Seytres ou de Septres est issu d'une famille d'origine italienne implantée à Montélimar depuis le début du XVe siècle puis à Avignon et dans le comtat Venaissin où ses membres exercent le commerce et deviennent des édiles locaux. Antoine de Seytres, marie une de ses filles à Gabriel de Tulle et ils sont les ancêtres de plusieurs évêques d'Orange. Gilles ou Aegidius nait à Avignon à une date inconnue il est le fils de Louis de Seytres, seigneur de Caumont et de Marguerite de Bertons, la sœur du Brave Crillon le célèbre compagnon du roi Henri IV de France. 
On ignore tout de ses études mais le Saint-Siège le reconnait comme détenteur d'un doctorat in utroque jure. Il est sous-diacre lors de sa promotion à l'épiscopat.
Il semble qu'il est d'une santé précaire peut-être du fait d'une maladie pulmonaire. Louis Des Balbes de Berton de Crillon qui dirige de facto l'administration civile et religieuse de la région a bien entendu joué un rôle clef dans sa nomination comme évêque de Toulon en 1599, siège vacant depuis la mort de Guillaume Le Blanc en 1588. On ignore la date de sa consécration. Il meurt le 2 mai 1626 et il est inhumé dans l'église cathédrale de Toulon devant le maître-autel.